# رويون (باد كاليه)
رويون، باد كاليه (بالفرنسية: Royon)‏ هي بلدية تقع في إقليم باد كاليه من منطقة نور با دو كاليه في شمال فرنسا. تبلغ مساحة هذه المدينة 7.49 (كم²)، وترتفع عن سطح البحر 59 م، يبلغ عدد سكانها 122 نسمة حسب إحصاء المعهد الوطني للإحصاء والدراسات الاقتصادية سنة 2009 م. وترأس Serge De Hauteclocque البلدية خلال فترة (2008-2014).

## معرض صور

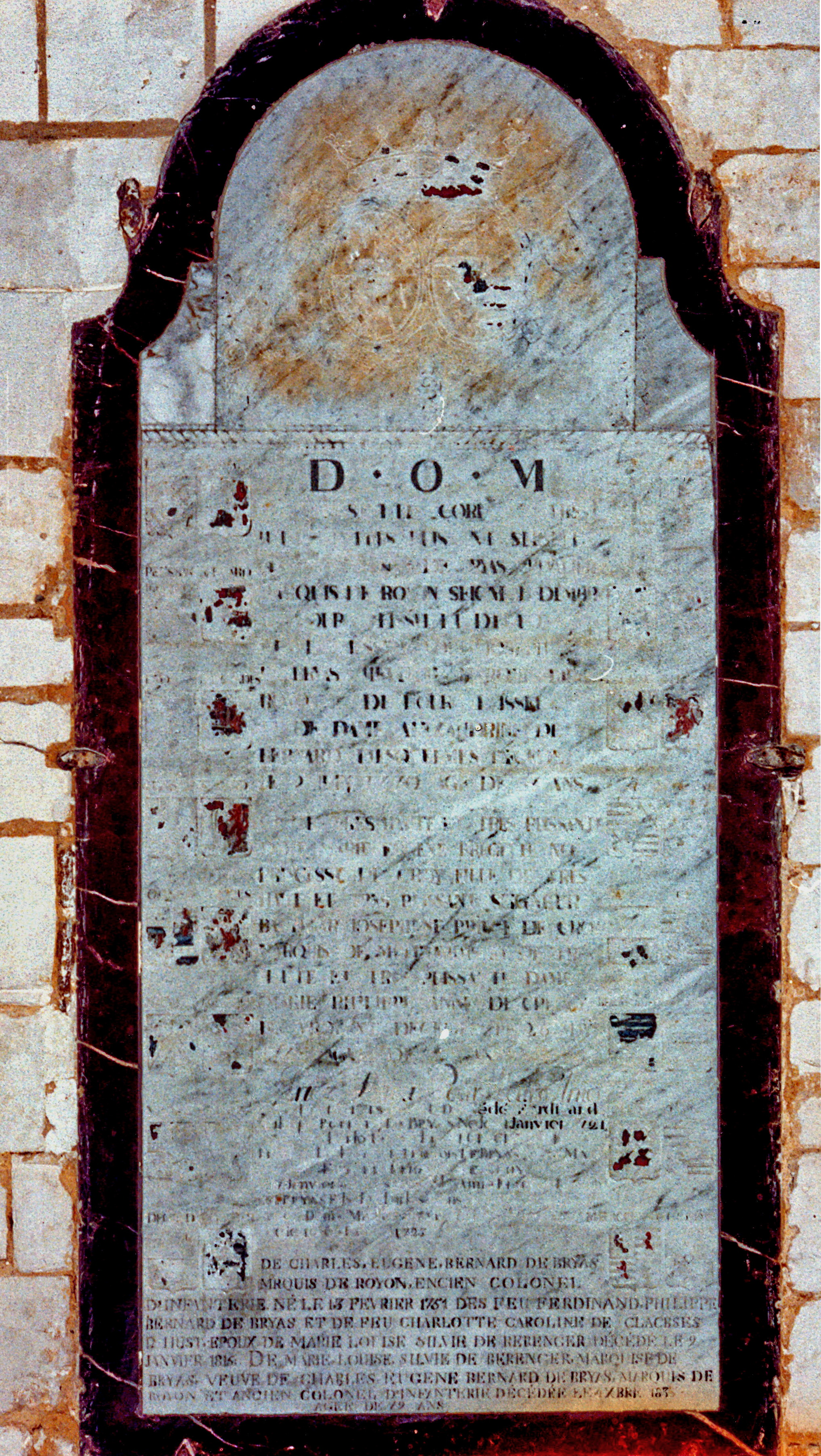
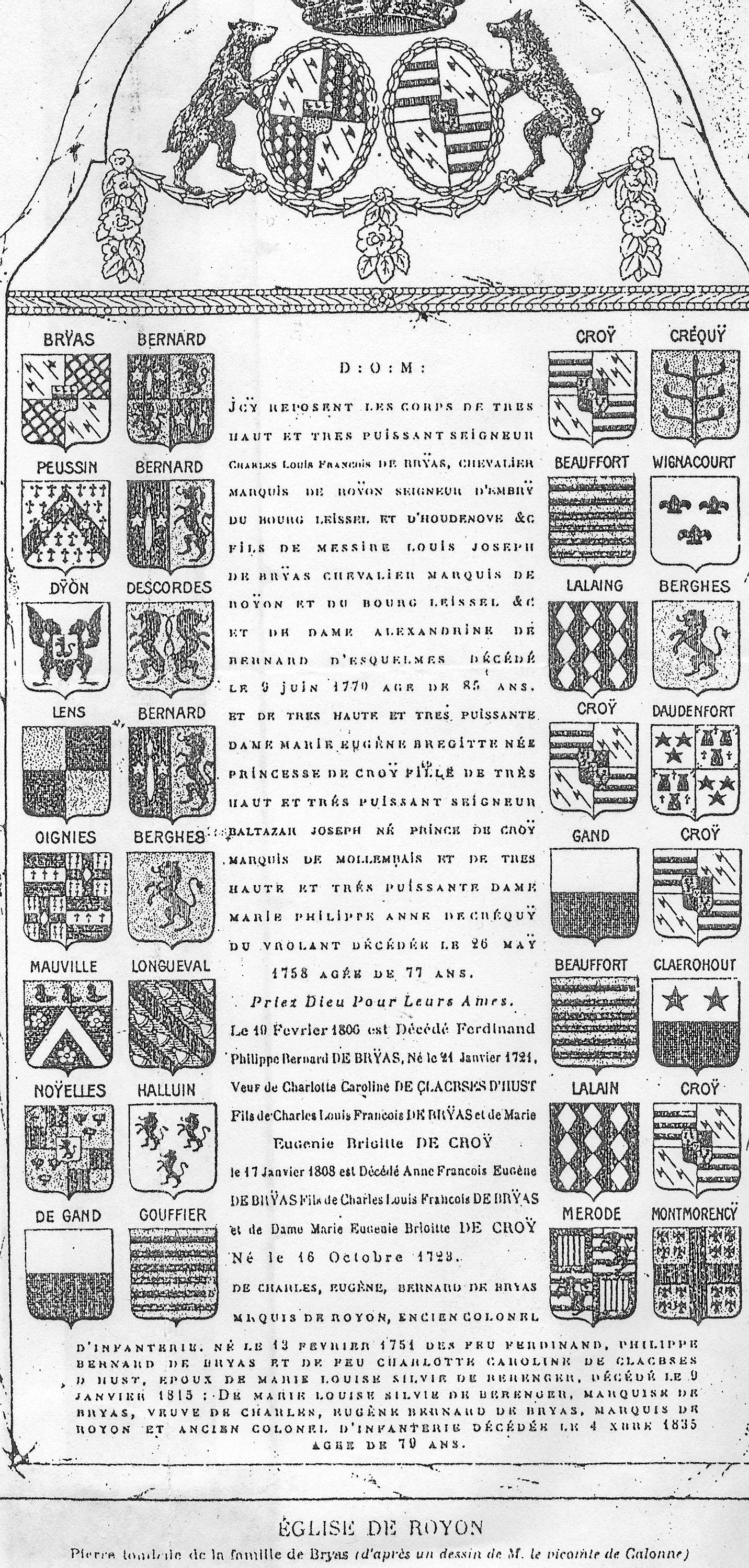
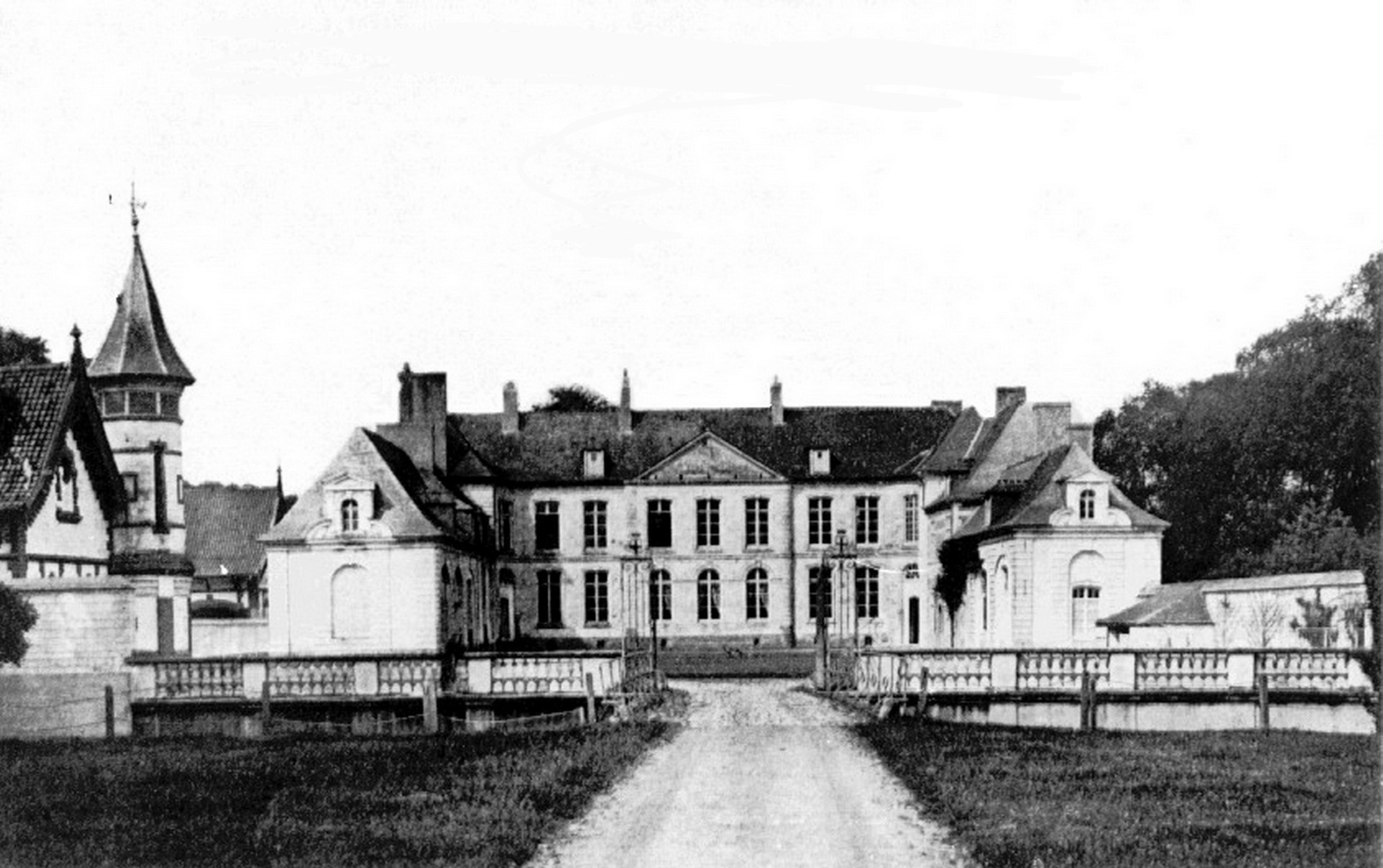
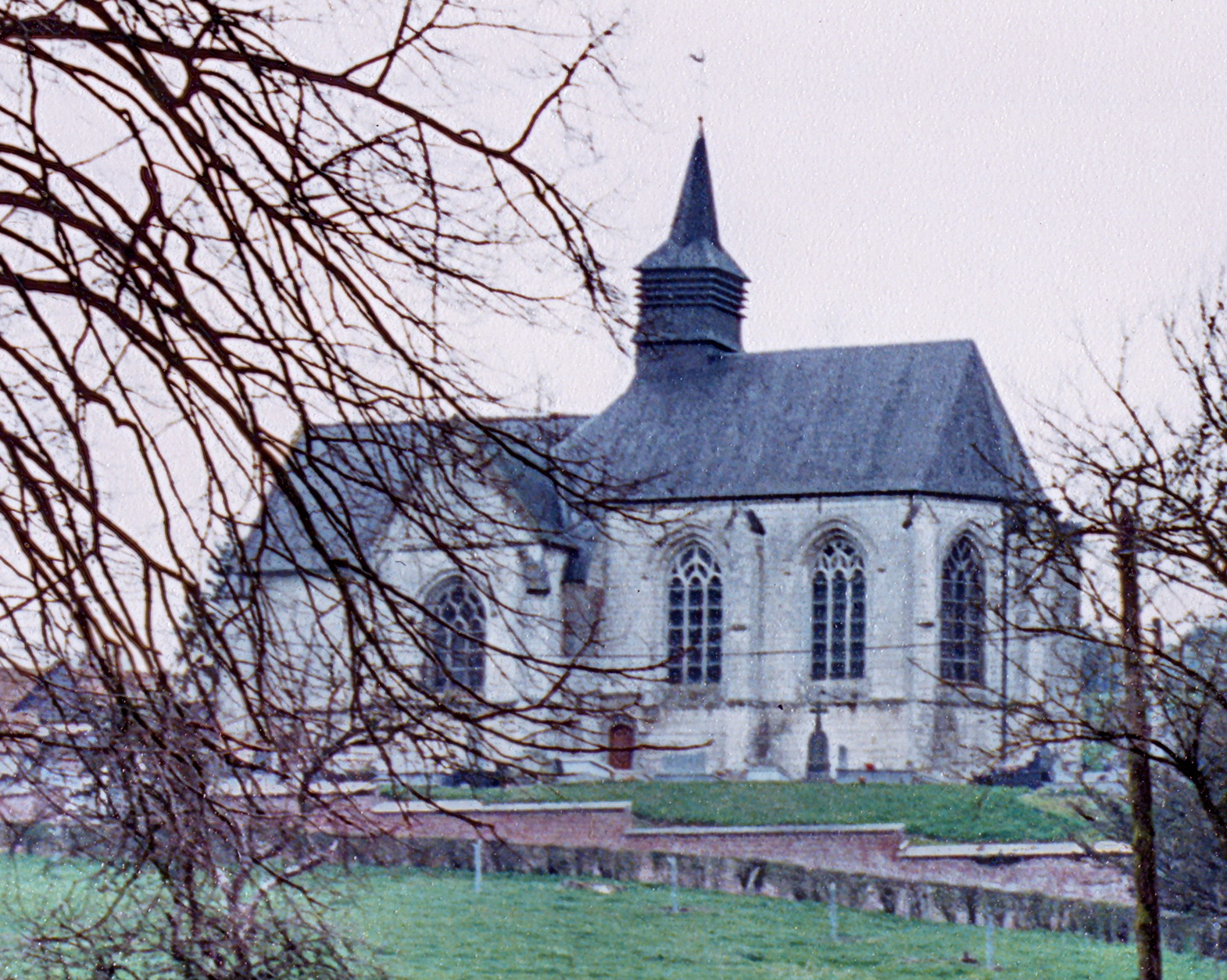